# Distrito electoral de Dakota (condado de Dakota, Nebraska)
Dakota (en inglés: Dakota Precinct) es un distrito electoral ubicado en el condado de Dakota en el estado estadounidense de Nebraska. En el Censo de 2010 tenía una población de 550 habitantes y una densidad poblacional de 6,48 personas por km².

## Geografía
Dakota se encuentra ubicado en las coordenadas 42°24′17″N 96°28′23″O / 42.40472, -96.47306. Según la Oficina del Censo de los Estados Unidos, Dakota tiene una superficie total de 84.82 km², de la cual 83.89 km² corresponden a tierra firme y (1.1%) 0.93 km² es agua.

## Demografía
Según el censo de 2010, había 550 personas residiendo en Dakota. La densidad de población era de 6,48 hab./km². De los 550 habitantes, Dakota estaba compuesto por el 90% blancos, el 0.73% eran afroamericanos, el 1.82% eran amerindios, el 2.36% eran asiáticos, el 0.91% eran isleños del Pacífico, el 3.64% eran de otras razas y el 0.55% pertenecían a dos o más razas. Del total de la población el 9.64% eran hispanos o latinos de cualquier raza.